# İdrisoba
İdrisoba är en ort i Azerbajdzjan.   Den ligger i distriktet Xaçmaz Rayonu, i den nordöstra delen av landet, 170 km nordväst om huvudstaden Baku. İdrisoba ligger 91 meter över havet och antalet invånare är 716.
Terrängen runt İdrisoba är lite kuperad. Närmaste större samhälle är Xudat, 4,9 km öster om İdrisoba.
Trakten runt İdrisoba består till största delen av jordbruksmark. Runt İdrisoba är det ganska tätbefolkat, med 129 invånare per kvadratkilometer.